# 8089 Yukar
8089 Yukar este un asteroid din centura principală de asteroizi.

## Descriere
8089 Yukar este un asteroid din centura principală de asteroizi. A fost descoperit pe 13 octombrie 1990 la Tautenburg de Lutz Dieter Schmadel și Freimut Börngen. Asteroidul prezintă o orbită caracterizată de o semiaxă mare de 2,35 ua, o excentricitate de 0,22 și o înclinație de 6,0° în raport cu ecliptica.